# Colombia ai Giochi della XXIV Olimpiade
La Colombia partecipò ai Giochi della XXIV Olimpiade, svoltisi a Seul, Corea del Sud, dal 17 settembre al 2 ottobre 1988, con una delegazione di 40 atleti impegnati in dieci discipline.

## Medaglie
| Medaglia | Atleta            | Sport    | Evento     |
| -------- | ----------------- | -------- | ---------- |
| Bronzo   | Jorge Julio Rocha | Pugilato | Pesi gallo |